# Каневская ГАЭС
Каневская ГАЭС (укр. Канівська ГАЕС) — проектируемая гидроаккумулирующая электростанция на реке Днепр, в селе Бучак, вблизи города Канева Черкасской области (Украина).
Строительство Каневской ГАЭС мощностью 3600 МВт началось в 1986 году, в 1991 году было остановлено. Обновленный проект с адаптацией к современному состоянию объединенной энергетической системы Украины предусматривает строительство гидроаккумулирующей электростанции с уменьшением мощности до 1000 МВт.

#### Технические характеристики
- гидроагрегаты — четыре РОНТ-В-675 мощностью по 250 МВт (в турбинном режиме), 260 МВт (в насосном режиме);
- годовое производство электроэнергии — 1038 млн кВт⋅ч;
- верхняя водоем — полезный объем 17 млн.м³ с земляной ограждающей дамбой шириной 10 метров, длина напорного фронта — 4 километра;
- количество эксплуатационного персонала — 236 человек, среднесчётная численность работающих, занятых на строительстве, — 1900 человек;
- стоимость строительства — ориентировочно 1,5 млрд долларов США по ценам на 1 января 2013 года;
- на развитие инфраструктуры Черкасской области дополнительно с утвержденной сметой предусматривается 302 млн гривен[1].

## История
Проект строительства электростанции, разработанный в 1985 году Харьковским институтом «Укргидропроект» предусматривал строительство ГАЭС с суточным и недельным регулированием графика нагрузки энергосистемы мощностью в 3600 тыс. КВт в составе 16-ти оборотных гидроагрегатов мощностью 225 и 250 тыс. КВт в генераторном и насосном режимах соответственно.
Работы по строительству ГАЭС, начались в 1984 году. Был вырыт котлован под верхний водоем, построены ЛЭП, бетонная дорога, железная дорога, намыто 759 тыс.м.куб. песка, частично укреплены берега Каневского водохранилища. Жители села Бучак, расположенного в зоне строительства, были переселены. Всего было потрачено 57 млн руб. (в ценах 1984 года). Работы были приостановлены в 1992 году при внедрении чрезвычайных мер по стабилизации экономики Украины. По инициативе ГАГК «Днепргидроэнерго», которая была поддержана Министерством энергетики Украины, мораторий на строительство Каневской ГАЭС был отменен распоряжением Кабинета Министров Украины № 307-р от 19 апреля 1999 года. Таким образом, были созданы необходимые предпосылки для продолжения строительных работ.
В период с 2006 по 2007 годы ОАО «УКРГИДРОПРОЕКТ» (Харьков) было разработано и утверждено обновленное ТЭО строительства Каневской ГАЭС. Согласно распоряжению Кабинета Министров Украины от 8 ноября 2007 № 965-р, строительство ГАЭС планировали возобновить в 2009 году. Проект, рассчитанный до 2015 года, предусматривал строительство станции с проектной установленной мощностью в турбинном режиме 1000 МВт, в насосном — 1120 МВт, в составе четырех гидроагрегатов типа POHT-851. В ноябре 2008 года в селах Пшеничники и Бобрица Каневского района Черкасской области были проведены общественные слушания по вопросам продолжения строительства Каневской ГАЭС и получено одобрение строительства и эксплуатации электростанции со стороны местного населения, о чем составлены соответствующие протоколы. В начале июля 2011 р.оператор украинских гидроэлектростанций ПАО «Укргидроэнерго» и Sinohydro LLC. (Китай) подписали меморандум о сотрудничестве при строительстве Каневской гидроаккумулирующей станции (ГАЭС). В 2013 году был утвержден новый проект, установленной мощностью станции 1000 МВт в турбинном режиме и 1040 МВт в насосном. Предполагаемый срок строительства определялся в 6,5 лет, окупаемость проекта в 10 лет, бюджет — 12 млрд.гривен, из которых 70 % за счет международных финансовых институтов, в том числе за счет проекта Европейского инвестиционного банка по реабилитации гидроэлектростанций Украины. Реализация проекта приостановилась из-за политических событий, но возобновилась в июле 2016 года, когда Кабинетом Министров Украины была принята новая программа развития гидроэнергетики, предусматривавшая строительство Каневской ГАЭС. В октябре 2016 года Укргидроэнерго объявило тендер на проведение работ по строительству первоочередных объектов и сооружений на ГАЭС. Представители Укргидроэнерго заявили, что у них есть письма поддержки от Всемирного банка и Европейского инвестиционного банка, а также выраженная Европейским банком реконструкции и развития готовность присоединиться к проекту, и они ожидают подписания кредитного соглашения в 2017 году. За счет европейских кредитов предполагается покрыть 1 млрд долларов расходов из необходимых по смете 1,5 млрд долларов.
В октябре 2016 года состоялось первое заседание рабочей группы Черкасской областной государственной администрации по строительству Каневской ГАЭС. В обсуждении приняли участие члены рабочей группы: представители Каневской общины и общественных организаций, а также представители органов местного самоуправления. В ноябре 2016 ПАО «Укргидроэнерго» инициировало опрос общественности Каневского района по приоритетным направлениям социальных инвестиций, предусмотренных проектом.

## Обоснование проекта
По мнению авторов и сторонников проекта, ввод в эксплуатацию Каневской ГАЭС позволит:
• удовлетворить спрос на пиковую и полупиковую электроэнергию и, таким образом, обеспечит существенное повышение качества электроэнергии, что в свою очередь, будет способствовать стабильному функционированию всей энергосистемы Украины;
• создать условия для организации параллельной работы энергосистемы Украины с энергосистемами стран Восточной и Западной Европы.

## Каневская ГАЭС в государственных стратегических документах
Продолжение строительства Каневской ГАЭС мощностью 1000 МВт предусмотрено «Энергетической стратегии Украины до 2030 года», которая была принята распоряжением Кабинета Министров Украины от 24 июля 2013 года № 1071-р (раздел 3.2.7. «Развитие гидрогенерации»).
13 июля 2016 года Кабинет Министров Украины одобрил Программу развития гидроэнергетики на период до 2026 года (распоряжение № 552-р). Согласно этому документу, строительство Каневской ГАЭС признано перспективным проектом.

## Доводы сторонников проекта

### Роль в обеспечении энергетической независимости Украины
На сегодняшний день, в объединенной энергетической системе Украины существует дефицит резервов мощности автоматического вторичного регулирования. Эффективным способом обеспечить наличие оперативного резерва мощности в указанной системе является перепрофилирование гидроэлектростанций с суточного регулирования на вторичное регулирование частоты/мощности, для чего необходимо перспективное строительство гидроаккумулирующих электростанций, которые будут обеспечивать регулирование суточного графика нагрузки в энергосистеме страны.
Вследствие аннексии Российской Федерацией Автономной Республики Крым и вооруженного конфликта на востоке Украины, разрушены энергогенерирующие объекты и электрические сети, объекты угольной отрасли, объекты транспортной и социальной инфраструктуры. Это обусловило изменение режимов работы объединенной энергетической системы Украины, необходимость оптимизации топливного баланса Украины и внесения соответствующих изменений в структуру генерирующих мощностей.
Наиболее мобильной группой энергогенерирующих мощностей, которые экономически эффективно обеспечивают резерв мощности, являются гидро- и гидроаккумулирующие электростанции.
Повышение уровня использования в энергетике гидроэнергетических ресурсов позволит снизить топливную составляющую и зависимость страны от импорта органического топлива.
Из общего, экономически эффективного гидроэнергетического потенциала, который составляет около 17,5 млрд кВт·ч, используется приблизительно 11 млрд кВт·ч. При этом неиспользованный эффективный потенциал составляет около 6,5 млрд кВт·ч.
На Украине доля использования экономически эффективного гидроэнергетического потенциала составляет более 60 процентов, в то время как большинство развитых стран достигла высокого уровня его освоения, например, Италия, Франция и Швейцария — 95-98 процентов, США — 82 процента.

### Экономическое значение проекта
По результатам расчетов ввод в эксплуатацию Каневской ГАЭС обеспечит среднемесячную экономию природного газа во время пусков энергоблоков тепловых электростанций в объеме 10,3 млн.м³, или 4 млн долларов США, соответственно. Кроме того, в случае замещения Каневской гидроаккумулирующей электростанцией энергоблоков тепловых электростанций, среднемесячная экономия угля ожидается в объеме 43,8 тыс. тонн, или 3,9 млн долларов США.

### Увеличение доли энергии из возобновляемых источников
Согласно решению Совета Министров Энергетического сообщества, Украина обязалась до 2020 года достичь уровня 11 процентов энергии, производимой из возобновляемых источников энергии, в общей структуре энергопотребления страны. Эта цель нашла отражение в Национальном плане действий по возобновляемой энергетике на период до 2020 года, утвержденном распоряжением Кабинета Министров Украины от 1 октября 2014 года № 902.
Национальным планом предусматривается рост общей установленной мощности ветряных электростанций и солнечных электростанций почти в пять раз, а также предусматривает увеличение маневренных мощностей, что необходимо для сохранения надежной работы энергосистемы Украины. Для решения проблемы с нехваткой маневренных и регулирующих мощностей Национальный план предусматривает строительство гидро- и гидроаккумулирующих мощностей, в частности, продолжение строительства Каневской ГАЭС мощностью 1000 МВт с пуском первого гидроагрегата в 2015 году.

### Сокращение выбросов вредных веществ
Согласно подсчетам, содержащимся в правительственной программе, за счет замещения в суточном графике нагрузки энергоблоков тепловых электростанций гидроагрегатами Каневской ГАЭС ежемесячное сокращение выбросов тепловыми электростанциями загрязняющих веществ оценивается на уровне 104 тыс. тонн выбросов CO2, 1,2 тыс. тонн выбросов SO2, 0,3 тыс. тонн выбросов NOx и 0, 4 тыс. тонн выбросов пыли.

### Положительная экологическая экспертиза
10 ноября 2006 года Центральная служба Украинской государственной инвестиционной экспертизы предоставила положительное заключение (сводное комплексное заключение) об одобрении технико-экономического обоснования строительства Каневской гидроаккумулирующей станции.
В рамках проведения комплексной государственной экспертизы ТЭО в 2006 году, Министерство охраны окружающей природной среды Украины предоставило положительное заключение государственной экологической экспертизы № 413 от 06.11.2006 г. относительно технико-экономического обоснования строительства Каневской гидроаккумулирующей станции.
Распоряжением Кабинета Министров Украины от 8 ноября 2007 N 965-р, технико-экономическое обоснование и титул строения сооружения Каневской ГАЭС были утверждены.
В 2010 году, при прохождении комплексной государственной экспертизы по проекту строительства Каневской ГАЭС, ГП «Укргосстройэкспертиза» предоставило отрицательное заключение № 00-00235-09 от 23.07.2010 года с направлением материалов проекта на доработку и предоставлением их на повторное рассмотрение после устранения замечаний и учета предложений.
В рамках проведения комплексной государственной экспертизы проекта в 2010 году, Министерство охраны окружающей природной среды Украины признало целесообразным направить проектную документацию на доработку согласно заключению № 15/1-30.1009-00134-1 от 26.04.2010 года.
12 марта 2011 года вступил в силу Закон Украины «О регулировании градостроительной деятельности» от 17 февраля 2011 года N 3038-VI, подпунктом 8 пункта 11 раздела V «Заключительные положения» которого были внесены изменения в ст.13, ст. 37 Закона Украины «Об экологической экспертизе», определив, что экспертиза проектов строительства проводится в соответствии со статьей 31 Закона Украины «О регулировании градостроительной деятельности».
При этом, согласно части пятой статьи 31 Закона Украины «О регулировании градостроительной деятельности», установление случаев и порядка проведения экспертизы проектов строительства другими законами не допускается.
Согласно ст. 31 Закона Украины «О регулировании градостроительной деятельности», в проектной документации на строительство объектов, представляющих повышенную экологическую опасность, прилагаются результаты оценки воздействия на состояние окружающей природной среды (материалы оценки и отчеты об оценке и общественное обсуждение).
Экспертиза проектов строительства проводится в установленном Кабинетом Министров Украины порядке (Постановление Кабинета Министров Украины от 11 мая 2011 N 560) экспертными организациями независимо от формы собственности, которые отвечают критериям, определенным центральным органом исполнительной власти, обеспечивающим формирование государственной политики в сфере градостроительства.
Экспертиза проектов строительства объектов IV и V категорий сложности, сооружаемых за счет бюджетных средств, средств государственных и коммунальных предприятий, учреждений и организаций, а также кредитов, предоставленных под государственные гарантии, осуществляется экспертной организацией государственной формы собственности.
Экспертиза доработанной по результатам устранения ранее предоставленных замечаний проектной документации по проекту «Строительство Каневской ГАЭС» была проведена в соответствии со ст.31 Закона Украины «О регулировании градостроительной деятельности», специализированной экспертной организацией государственной формы собственности — ГП «Укргосстройэкспертиза» (положительный экспертный отчет № 00-1837-12/ПБ от 29.03.2013 года). По результатам рассмотрения проектной документации, проект «Строительство Каневской ГАЭС» был рекомендован к утверждению в установленном порядке.
После этого ПАО «Укргидроэнерго» в добровольном порядке направило материалы оценки воздействия на окружающую среду Каневской ГАЭС для проведения экологической экспертизы в Министерство экологии и природных ресурсов Украины.
18 октября 2013 года Министерство экологии и природных ресурсов предоставило положительное заключение № 17/024 государственной экологической экспертизы к материалам оценки воздействия на окружающую среду Каневской ГАЭС.

### Отсутствие радиологического загрязнения
Изучение радиоэкологической ситуации в Каневском водохранилище проводилось Институтом гидробиологии. Пробы отбирались в сентябре 1999 года, в конце сентября и в начале октября 2003 года, а также в августе 2004 года. Анализ полученных результатов показал, что радиоэкологическая ситуация в Каневском водохранилище определяется долгосуществующими радионуклидами — стронцием-90 и цезием-137. Но содержание цезия-137 в воде нижней части Каневского водохранилища составляет 1,1 %, стронция-90 — 1,5-3,6 % допустимого уровня. Если учитывать содержание радионуклидов в растворенном состоянии и адсорбированных взвесью, то и тогда, по мнению специалистов Института радиобиологии, их концентрации не превышают допустимых уровней для питьевой воды. В этом случае концентрация цезия-137 в воде Каневского водохранилища составляет 0,6-1,9 % допустимого уровня. Для стронция-90 эта величина составляет 1,6-3,7 %. (Оценка воздействия на окружающую среду, с. 34).

### Влияние на поверхностные воды
При разработке проекта была выполнена работа «Оценка воздействия строительства на качество поверхностных вод» (исполнитель — «Украинский научно-исследовательский институт экологических проблем», утвержденную д-р физ.мат. наук, проф. Г. Коваленко). В п. 13 «Выводы» этой работы отмечается, что "в режиме стабильной эксплуатации ГАЭС влияние на качество поверхностных вод не прогнозируется. Прогнозные оценки свидетельствуют о положительном влиянии эксплуатации ГАЭС на качество воды Каневского водохранилища, улучшении кислородного режима, уменьшении застойных зон, уменьшении масштабов «цветения» воды и интенсификации процессов самоочищения.

### Эффективность
Проектные показатели Каневской ГАЭС рассчитаны на уровне 78 %, при том что коэффициент полезного действия ГАЭС в мире составляет 70-80 %.

## Критика проекта

### Экономическая
Основная причина, по которой Европейский банк реконструкции и развития отказался в 2008 году от финансирования проекта — его экономическая неэффективность. Проект, по этим оценкам, предполагает большие потери электроэнергии: если исходить из аналогии с близкой по параметрам Ташлыкской ГАЭС, станция будет использовать на собственные нужды (работа насосов) около 70 % электроэнергии, вырабатываемой и отдавать в сети Украины около 30 %. При таких обстоятельствах, она не окупится и в течение 50 лет.

### Экологическая
Проект Каневской ГАЭС вызвал решительный протест экологов. Среди главных экологических рисков отмечаются следующие:
- вторичное радиоактивное и органическое загрязнение воды Каневского и Кременчугского водохранилищ из-за того, что благодаря деятельности станции поднимется со дна радиоактивный ил (с наличием стронция-90 и цезия-137), который осел на дне Каневского водохранилища после Чернобыльской катастрофы. По оценкам Института гидробиологии, будут перераспределены 2 млн м. куб. или 5,3 млн тонн песчаных и глинистых отложений, максимальная радиоактивность которых достигает 529 Бк/кг по радиоцезию и 24,6 Бк/кг по стронцию-90[21];
- риски крупномасштабной антропогенной катастрофы, вызванные тем, что ГАЭС будет работать в зоне Каневской ГЭС и при этом будет размещена в зоне наиболее опасных экзогенных геологических процессов (то есть, риск прорыва дамбы ГАЭС и образования огромной волны, которая на своем пути снесет дамбу ГАЭС и другие встречные дамбы. Опасность создает прежде всего то, что это местности с очень неустойчивыми песчаными почвами, так называемыми плывунами);
- разрушение берегов Каневского водохранилища и размывание Змеиных островов, которые являются частью Каневского заповедника;
- подтопление, что может негативно повлиять на условия жизни местного населения и его доступ к питьевой воде;
- убытки для рыбного хозяйства, сферы туризма и рекреации;
- уничтожение археологических ценностей, которые находятся в зоне строительства[20][21][22][23][24].

Эти опасения были озвучены, в частности, в докладе, подготовленном в 2007 г. для Европейского банка реконструкции и развития международной сетью «CEE Bankwatch Network» совместно с украинскими специалистами по экологии, геологии и археологии.
После возобновления программы строительства ГАЭС в 2016 году экологи выступили с резким протестом, отметив в частности, что программа не прошла экологической экспертизы. Хотя проект и содержит том с документами экологической оценки окружающей среды, по мнению экологов, ее качество крайне низкое: не определены пределы воздействия, не оценено влияние на прибрежную территорию и на подземные воды, не учтены риски оползней, процессов образования оврагов, влияния стихийных бедствий. Для Минприроды Украины решение Кабинета Министров Украины 2016 года о возобновлении строительства Каневской ГАЭС стало неожиданностью, и оно направило в Кабмин письмо с требованием проведения государственной экологической экспертизы проекта. В начале 2015 года Европейский инвестиционный банк, как потенциальный спонсор проекта, заказал экспертам фирмы Danish Energy Management & Esbensen исследование, связанное с рисками радиационного загрязнения Днепра в случае реализации проекта. Исследование не дало результатов, которые удовлетворили бы банк, и было признано необходимым продолжить изучение вопроса.

## Протесты против строительства ГАЭС
Планы возобновления строительства ГАЭС в 2016 году вызвали возмущение общественности. В сентябре 2016 года делегаты VI Всемирного форума украинцев обратились с письмом к президенту Украины Петру Порошенко, требуя немедленно запретить строительство Каневской ГАЭС. В 2016 году общественные активисты Канева также провели ряд пикетов в знак протеста против строительства ГАЭС. В начале ноября 2016 года, группа активистов во главе с представителем ДУК Правый Сектор заблокировала технику «Укргидроэнерго», требуя предоставить документы на проведение работ, которые так и не были предъявлены.

## Позиция общественной организации «Украинская академия наук»
7 ноября 2016 года состоялось заседание Отделения энергетики, радиоэлектроники и машиностроения Всеукраинской общественной организации «Украинская академия наук» (создана в 1991 году, президент — общественной организации — Алексей Онипко), посвященное проблеме возобновления строительства Каневской ГАЭС . На заседании был заслушан доклад к.т. н. Б. П. Коробко «О технико-экономической бесперспективности строительства Каневской ГАЭС». В процессе научной дискуссии были сделаны следующие выводы и рекомендации:
1. Строительство Каневской ГАЭС проблему покрытия дефицита маневренных мощностей ОЭСУ решить не может, и поэтому является технически и экономически бесперспективным.
2. Минэнергоуглю целесообразно привлечь иностранных и отечественных специалистов, которые обоснуют наиболее перспективные варианты решения проблемы дефицита маневренных мощностей ОЭСУ Украины.
3. Накопление энергии ББП (блок бесперебойного питания) имеет потенциал, который в наибольшей степени позволяет достичь прорыва в модернизации ОЭСУ.
4. Одновременно предлагается оценить возможности сооружения и эксплуатации Пневмоаккумуляторной электростанции (ПАЭС) и использование ПАЭС производства компании SustainХ[33].

## Позиция Национальной академии наук Украины
Национальная академия наук Украины поддерживает строительство Каневской ГАЭС, об этом говорится в письме первого вице-президента НАН Украины, академика НАН Украины, Антона Наумовца. «Это связано с необходимостью решения вопроса повышения энергетической безопасности Украины, обеспечения условий перехода Объединенной энергетической системы Украины на параллельную работу с объединением европейских энергосистем, дальнейшего внедрения нетрадиционных и возобновляемых источников энергии», — говорится в тексте письма .
Директор Института геологических наук НАН Украины, академик Петр Гожик в письме от 7.11.2016 заявил, что Каневщина имеет крайне сложную геологическую структуру и любое строительство на ней противопоказано и может привести к непредсказуемым последствиям.
Институт зоологии им. И. И. Шмальгаузена НАН Украины при проведении проектных изысканий участвовал в оценке воздействия строительства Каневской ГАЭС на окружающую среду и его научно-технический отчет «Уточнение влияния строительства и эксплуатации Каневской ГАЭС на животный мир наземных и околоводных экосистем» вошел в состав проектной документации строительства Каневской ГАЭС, которая прошла государственную экспертизу и утверждена распоряжением Кабинета Министров Украины от 11.12.2013 г. № 1050-р.

## Проблема финансирования проекта: позиция международных банков
Экологи-противники строительства КГАЭС в конце 2016 года направили официальные письма-запросы международным банкам, которые на сайте «Укргидроэнерго» были указаны как спонсоры проекта.
Ответы показали, что спонсорами проекта они не являются.
- Всемирный Банк в письме от 21.12.2016, подписанном региональным директором Сату Кяхкененом, утверждает, что банк «еще не закончил рассмотрение документации относительно защиты природы и социальной защиты, которая находится на стадии подготовки Укрэнерго»
- Европейский инвестиционный банк в письме, подписанном топ-менеджерами А.Абадом и О.Эль Сабе Лараньягой, заявил, что проект находится в стадии рассмотрения, независимая проверка по нему не проведена и никакого решения по нему не принято.
- Кредитное учреждение по строительству (KFW) Немецкого государственного банка развития в письме от 10.11.2016, подписанном директором Евой Вилл, вообще заявило, что не принимает участия в проекте и потому не может ничего комментировать.
- Европейский банк реконструкции и развития ответил, что проект в стадии рассмотрения, но затем стало известно, что ЕБРР вообще отказался рассматривать проект в том виде, в каком он представлен Укргидроэнерго, высказав ряд сомнений, прежде всего, в его экономической целесообразности. Замечания по проекту, направленные банком в адрес Укргидроэнерго, заняли 50 страниц[36][37].